# Трояновський Олександр Антонович
Олекса́ндр Анто́нович Трояно́вський (13 січня 1882, Тула — 23 червня 1955, Москва) — радянський дипломат, революціонер, перший посол СРСР в США.

## Життєпис
Народився 13 січня 1882 року в офіцерській сім'ї в місті Тула. У 1900 році закінчив Воронізький кадетський корпус. У 1903 році Михайлівському артилерійському училищі.
У 1903—1906 рр. — на дійсній службі в царській армії.
У 1904 році — прослухав курс лекцій фізико-математичного та юридичного факультетів Київського університету Св. Володимира (Київ).
З 1904 року — член РСДРП і член Київського комітету РСДРП.
У квітні 1905 року — був спрямований в артилерійську частину, що брала участь в боях з японськими військами в Маньчжурії. Поручиком подав у відставку (1906).
У 1907 році брав участь у революційних подіях у Києві. У 1908 році заарештований і засуджений до адміністративної висилки.
У 1910 році емігрував. Співпрацював з більшовиками. Учасник 9-го конгресу Другого інтернаціоналу (1912), Краківського (1912) і Поронінської (1913) нарад ЦК РСДРП з партійними працівниками. Член закордонної редакції журналу «Просвещение».
Більшовик до 1914 року. З 1914 року — меншовик — оборонець.
У 1917 році був обраний за меншовицьким списком депутатом Установчих зборів.
У 1918—1921 рр. — на службі в Червоної Армії, викладач в Школі старших інструкторів.
Весною 1920 року під час обговорення доповіді Мартова «Диктатура пролетаріату і демократія» О. А. Трояновський звернув увагу на необхідність більш розгорнутої відповіді на питання «про взаємовідносини між буржуазною демократією і пролетарської», бо, якщо прийняти, що «при буржуазної демократії розраховувати на соціалістичну більшість в представницьких установах немає підстав», тоді слід визнати, що «єдино правильний шлях до соціалізму — це шлях Леніна. Через диктатуру меншості — до соціалізму».
З 1921 року — в апараті Народного комісаріату робітничо-селянської інспекції РРФСР, яким тоді керував Йосип Сталін.
З 1923 року — член РКП(б).
У 1924—1927 рр. — голова Правління Держторгу РРФСР і член колегії Народного комісаріату зовнішньої торгівлі СРСР.
(Через роки Анастас Мікоян писав, що «Трояновський по своїй хватці нітрохи не поступався американським бізнесменам»).
З 14 листопада 1927 по 24 січня 1933 року — повноважний представник СРСР в Японії.
У 1933 році — заступник голови Державної планової комісії при РНК СРСР.
З 20 листопада 1933 року по 1 жовтня 1938 року — повноважний представник СРСР в США.
У 1939—1941 рр. — викладач в Вищій дипломатичній школі НКЗС СРСР.
З 1941 року — працював в Радінформбюро при Раді Міністрів СРСР.
З 1947 року — професор, викладав у Вищій дипломатичній школі.
Обирався членом ЦВК СРСР.